# Agua de Dios
Agua de Dios – miasto w Kolumbii, w departamencie Cundinamarca.